# 岡本村 (大分県)
岡本村（おかもとむら）は、大分県直入郡にあった村。現在の竹田市の一部にあたる。

## 地理
- 山岳：三宅山、法師山[2]

## 歴史
- 1889年（明治22年）4月1日、町村制の施行により、直入郡三宅村、挟田村、中村、枝村が合併して村制施行し、岡本村が発足[1][2]。旧村名を継承した三宅、挟田、中、枝の4大字を編成[2]。
- 1921年（大正10年）岡本明治耕地整理組合が結成され、尾根の高所に棚田が造成された[2]。
- 1942年（昭和17年）4月1日、直入郡竹田町、豊岡村、明治村と合併し、竹田町が存続して廃止された[1][2]。

### 地名の由来
岡城の根本に位置することから。

## 産業
- 農業[2]